# The Squall
The Squall é um filme de drama produzido nos Estados Unidos e lançado em 1929.